# 全職媽媽放大假
《全職媽媽放大假》是香港電視娛樂製作的真人騷節目，於2017年4月3日至28日逢星期一至五22:00-22:30在ViuTV播出，由倪晨曦、何佩瑜、蘇麗珊、黎紀君及梁諾妍主持。
本節目給予各全職媽媽一個喘息的機會，請她們放一星期大假，忘卻家庭一切煩心瑣事，並由主持擔任保姆幫忙照顧小孩。
各全職媽媽會獲得七日六夜前往日本旅遊，攝製組並給予每位媽媽三萬港元作為購物消費之用。

## 參與家庭
| 全職媽媽                              | 爸爸                             | 子女                                                                                                 | 保姆           |
| 岑穎中（Kit，31歲，前酒店前堂服務員） | 周志達（達達，社工）             | 周蕎（女，5歲） 周懿（女，4歲）                                                                      | 蘇麗珊         |
| 施寶頤（Rainbow，26歲，前幼稚園教師） | 李俊為（Alex，醫生）             | 李明睿（子，3歲） 李千睿（女，2歲）                                                                  | 倪晨曦         |
| 趙希妍（Cobol，32歲，前化妝師）       | 林銘濤（Vincent，廣告導演）      | 林在峰（子，2歲） 林在森（子，5個月）                                                                | 何佩瑜         |
| 蘇善如（Joan，36歲，前課程顧問）      | 吳智邦（汽車買賣及維修公司老闆） | 吳子洛（Oscar，子，10歲） 吳子盈（Jada，女，8歲） 吳子朗（Bosco，子，4歲） 吳子謙（Jasper，子，1歲） | 黎紀君、梁諾妍 |

## 每集一覽
| 集數 | 播映日期 | 主題                     |
| 1    | 4月3日   | 保姆揀選日               |
| 2    | 4月4日   | 媽媽出發去旅行           |
| 3    | 4月5日   | 保姆第一天               |
| 4    | 4月6日   | 保姆第一次的午餐         |
| 5    | 4月7日   | 忙碌的一天               |
| 6    | 4月10日  | 媽媽拾回自己             |
| 7    | 4月11日  | 沒有尿片的中午？         |
| 8    | 4月12日  | 努力適應保姆生活         |
| 9    | 4月13日  | 蘇麗珊意料不到的故事教室 |
| 10   | 4月14日  | 四兄妹的抉擇             |
| 11   | 4月17日  | 四人家庭保姆甚艱難       |
| 12   | 4月18日  | 保姆病倒了               |
| 13   | 4月19日  | 保姆真的取代媽媽？       |
| 14   | 4月20日  | 帶小朋友出街不容易       |
| 15   | 4月21日  | 我和牛郎有個約會         |
| 16   | 4月24日  | 保姆大戰百厭星           |
| 17   | 4月25日  | 爸爸大顯身手             |
| 18   | 4月26日  | 開開心心玩一日           |
| 19   | 4月27日  | 旅程最後一天             |
| 20   | 4月28日  | 媽媽回來，保姆收工！     |

## 外部連結
- ViuTV：全職媽媽放大假 （页面存档备份，存于）

## 節目變遷
| 香港 ViuTV 星期一至五 22:00－22:30    | 香港 ViuTV 星期一至五 22:00－22:30       | 香港 ViuTV 星期一至五 22:00－22:30 |
| ------------------------------------- | ---------------------------------------- | ---------------------------------- |
|                                       | 全職媽媽放大假 （2017年4月3日－4月28日） |                                    |
| 唔係本地菜 （2017年3月27日－3月29日） | 404之異國二域 （2017年5月1日－5月19日）  |                                    |